# Daturah
Daturah est un groupe allemand de post-rock instrumental formé à Francfort-sur-le-Main en 2003. Le groupe est reconnu pour ses compositions longues et atmosphériques mêlant ambiance planante et crescendos puissants. Il cesse ses activités vers 2011.

## Style musical
Le style de Daturah se caractérise par :
- des morceaux purement instrumentaux ;
- une construction progressive et cinématographique ;
- des influences ambient, psychédéliques et post-metal.

Leur musique est souvent comparée à celle de Mogwai, Explosions in the Sky ou Mono, avec qui ils ont partagé la scène.

## Membres
- Mathias – guitare
- Seb – guitare, claviers, samples
- Flo – basse
- Benni – batterie
- Patrick – guitare
- Raul – projections visuelles

## Discographie
- Daturah (2005) – Album éponyme autoproduit, puis réédité par Golden Antenna Records[3]
- Reverie (2008) – Album salué pour ses ambiances cinématographiques

## Réception et tournée
Daturah a joué dans de nombreux festivals européens, notamment au ZXZW (devenu Incubate Festival), et a partagé la scène avec des groupes comme Do Make Say Think, Gregor Samsa (en) et le groupe japonais Mono.